# Beauvilliers (Loir-et-Cher)
Beauvilliers település Franciaországban, Loir-et-Cher megyében. Lakosainak száma 61 fő (2018. január 1.). Beauvilliers La Chapelle-Enchérie, Épiais, Lignières, Oucques és Vievy-le-Rayé községekkel határos.

## Népesség
A település népességének változása:
| Lakosok száma | 85   | 64   | 52   | 44   | 37   | 62   | 61   | 61   | 61   | 61   |
|               | 1968 | 1975 | 1982 | 1990 | 1999 | 2011 | 2013 | 2015 | 2017 | 2018 |